# Европейская химера
Европейская химера (лат. Chimaera monstrosa) — хрящевая рыба, наиболее известный вид отряда химерообразных, встречается в Восточной Атлантике от Исландии и Норвегии до Средиземного моря и у побережья Южной Африки, а также Баренцевом море между 75° с. ш. и 27° с. ш. и между 32° з. д. и 35° в. д. на глубине до 1400 м. Достигает 1—1,5 метра длины. Питается раками, ракушками и мелкими рыбами. Откладывает яйца. Представляет незначительный интерес для коммерческого промысла.

## Ареал и среда обитания
Европейская химера обитает в Северной Атлантике и прилегающих морях Северного Ледовитого океана. Распространена у берегов Норвегии, Исландии, Ирландии, Великобритании, Франции, Италии, Португалии, Марокко, у Азорских островов и Мадейры, в Средиземном море. Данные о присутствии этого вида в водах Южной Африки требуют подтверждения. Эта морская батидемерсальная океанодромная рыба встречается на глубине от 40 до 1400 м. На севере наиболее часто держится на глубинах 200—500 м, а на юге — 350—700 м. Зимой подходит к берегам; в это время европейская химера попадается в норвежских фиордах на глубине 90—180 м.

## Внешний вид
Голова толстая с округлым рылом. Глаза крупные. Рот нижний, небольшой, поперечный. На верхней челюсти имеются 4, а на нижней 2 крупных клювообразных зубных пластины. Тело удлинённое, сильно утончается в задней части. Узкий бичевидный хвост заканчивается длинной нитью. Грудные плавники очень крупные. Первый спинной плавник высокий и короткий, у переднего края имеется крепкий длинный шип; второй спинной плавник в виде невысокой каймы, которая доходит до начала хвостового плавника. Анальный плавник маленький. На голове есть система чувствительных каналов. Кожа голая и мягкая, изредка покрыта рудиментарными шипиками. Окраска дорсальной поверхности тёмно-коричневая с красноватым оттенком, бока покрыты пятнами, вентральная сторона светлая. Хвостовой, анальный и задняя часть второго спинного плавников имеют черновато-коричневую окантовку. Длина взрослых химер достигает 1,5 м, а максимальная зарегистрированная масса 2,5 кг.
Самцы имеют между глазами тонкий костяной загнутый спереди нарост. Кожа гладкая и отливает разнообразными цветами.

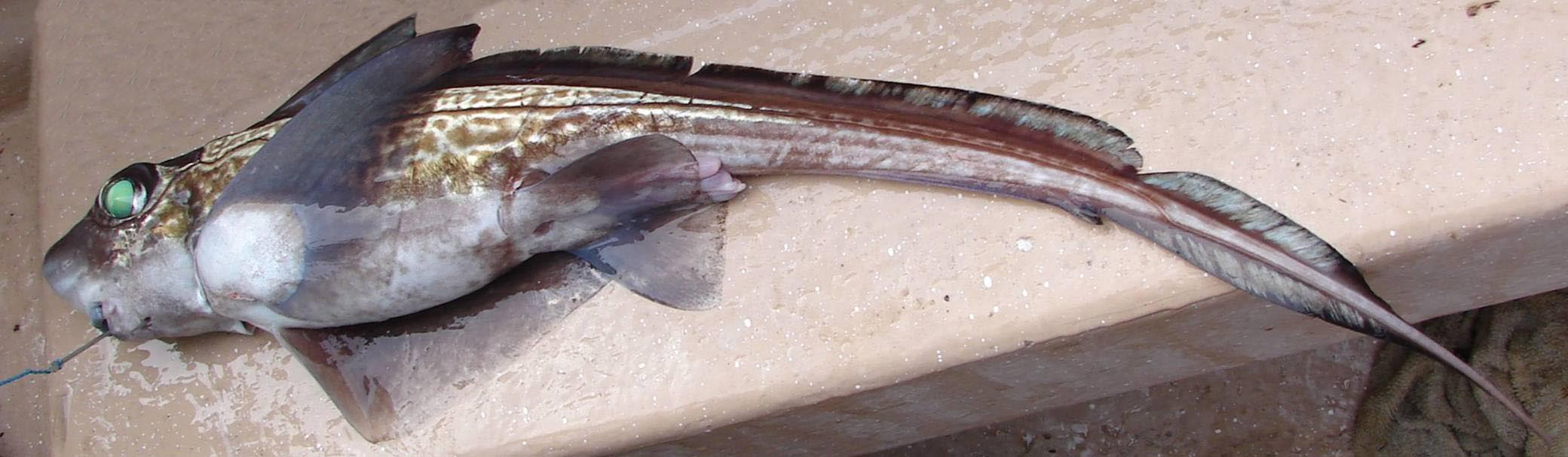
У европейской химеры крупные глаза, длинный бичевидный хвост и большие грудные плавники

## Биология
Откладывает яйца, заключенные в роговую капсулу. Размножение круглый год. В яичниках самок развивается до 200 яиц. Самка откладывает по два яйца несколько раз без повторного оплодотворения. Перед тем, как отложить, самка носит яйца прикрепленными к выводным отверстиям яйцеводов. Затем она откладывает их на дно на довольно больших глубинах, иногда до 400 м. Диаметр желтка 26 мм. Капсула имеет плавникообразную оторочку высотой до 4 мм. Нижний конец капсулы цилиндрической формы, верхний имеет вид узкого нитевидного придатка, который служит для прикрепления яйца. Длина капсулы 163—77 мм, ширина — около 25 мм. Длина придатка 30—40 мм. Капсула от блестяще-коричневого до оливково-зеленого цвета. Яйца развиваются около года. Новорождённые вылупляются вполне сформированными. Молодь попадается редко. Известны случаи поимки у Фарерских островов на глубине 1000 м и у Ирландии на глубине 600 м. Молодые особи имеют длину 11 см. Самцы в целом меньше самок.
Европейская химера — бентофаг. Её рацион состоит в основном из беспозвоночных: ракообразных, моллюсков, червей и иглокожих. Иногда в желудке попадается рыба.

## Взаимодействие с человеком
В начале XX века промыслового значения рыба не имела: мясо считалось несъедобным, но иногда жир, извлечённый из их печени, использовался в медицине или в качестве смазочного материала. Яйца считались лакомством. В Норвегии печени химеры приписывали целебные средства. Мясо жёсткое, но в некоторых странах его употребляют в пищу.
По данным Международного совета по исследованию моря (англ. International Council for the Exploration of the Sea), хотя этот вид не относится к промысловым, имеют место случаи его целенаправленного вылова. Обычно при тралении попадают единичные особи, но весной у северо-западной Норвегии химер вылавливают десятками. Мировой вылов незначителен (в тоннах): 1992 г. — 106, 1994 г. — 60, 1995 г. — 106, 1996 г. — 21, 1997 г. — 15, 1998 г. — 32, 1999 г. — 12, 2000 г. — 15. Попадается в качестве прилова в донные тралы при промысле других рыб. Международный союз охраны природы присвоил виду охранный статус «Близкий к уязвимому положению».